# مارسل فان میرهیگ
مارسل آلفونس گیلبرت فان میرهیگ (Marcel Alfons Gilbert van Meerhaeghe) (زادهٔ اوئتوران، ۱۲ آوریل ۱۹۲۱ – درگذشت خنت، ۲۲ مارس ۲۰۱۴)، اقتصاددان، استاد، روزنامه‌نگار و ستون‌نویس اهل بلژیک بود.
مارسل فان میرهیگ استاد روابط اقتصادی بین‌المللی در دانشگاه ایالتی خنت بود.
استاد فان میرهیگ در طول حرفه برجسته و طولانی که داشت، کارهای مهمی در عرصه اقتصاد و همچنین تفسیر رویدادهای اقتصادی ارایه نمود. توانایی منحصر به فرد وی در امر ترکیب تحلیل‌های نظری و کاربردی، ارزش ویژه‌ای به کارهای علمی او بخشید.

## زندگی و حرفه

### ۱۹۳۹ – ۱۹۸۷ میلادی
فان میرهیگ در ابتداء به یک حرفه نظامی فکر می‌کرد. او در ۱۹۳۹ میلادی امتحان ورودی مدرسه سلطنتی نظامی (École Royale Militaire) را به موفقیت سپری کرد. پس از اردوکشی ۱۹۴۰، او هفت ماه را به عنوان اسیر جنگی در یک اردوگاه آلمان سپری نمود (و مداخله‌ای از جانب شاه لئوپولد سوم منتج به رهایی دانشجویان مدرسه سلطنتی نظامی شد).
فان میرهیگ مدرک فوق لیسانس علوم اقتصادی خود را در ۱۹۴۴ میلادی (دوره اول: ژوئیه) و مدرک فوق لیسانس علوم سیاسی و جامعه‌شناسی را نیز در ۱۹۴۴ میلادی (دوره دوم: سپتامبر) از دانشگاه خنت در بلژیک کسب کرد. برای کسب آموزش‌های اقتصادی، او در درس‌های استاد راول میری که همتای استاد گاستون ایسکنس در دانشگاه لون بود، شرکت می‌کرد.
او در ۱۹۴۶ میلادی مدرک دکترای تخصصی خود را به‌دست‌آورد: هوانوردی در اقتصاد حمل و نقل: به ویژه مورد بلژیک.
در ۱۹۴۷ میلادی او به عنوان استاد نیمه‌وقت اقتصاد سیاسی در دانشگاه استعمار بلژیک (Koloniale Hogeschool) در آنتورپ تدریس نموده و در ۱۹۵۵ میلادی به عنوان استاد نیمه‌وقت اقتصاد استعمار در دانشگاه خنت گماشته شد.
قبل از این‌که فان میرهیگ در ۱۹۵۷ میلادی به عنوان استاد اقتصاد و همچنین اقتصاد بین‌الملل در دانشگاه خنت گماشته شود، وی به عنوان مشاور اقتصادی وزارت امور اقتصادی بلژیک، «استاد مشاور» کالج دفاعی ناتو در پاریس (۱۹۵۳–۵۴ میلادی) و به عنوان مشاور در وزارت تجارت خارجی بلژیک کار می‌کرد.
حوزه‌های مورد علاقه وی شامل تمامی انواع همکاری آکادمیک در سطح بین‌الملل و تعاملات رو در رو می‌شد، از همین رو او در سپتامبر ۱۹۵۹ میلادی به عنوان استاد مهمان در دانشگاه رسمی بلژیکی کنگو و رواندا-اوروندی در لوبومباشی برای رشته‌های آموزشی Histoire des doctrines sociales et économiques و Histoire des doctrines économiques گماشته شد. او توانست به عنوان استاد مهمان در ۱۹۶۲ میلادی در دانشگاه‌های آمستردام و در ۱۹۷۵ میلادی در قسنطینه (الجزایر) کار نماید، او همچنین در ۱۹۷۳ میلادی عضو مهمان در کالج ولفسون، دانشگاه کمبریج شد.
در میان سال‌های ۱۹۶۱ و ۱۹۶۹ میلادی او به عنوان نایب‌رئیس و (از ۱۹۶۴ به بعد) رئیس کمیسیون قیمت‌ها که یک هیئت مشورتی به وزارت امور اقتصادی بود، خدمت می‌کرد (Commission pour la régulation des prix در ۱۹۶۹ میلادی طبق فرمان شاهی مورخ ۳ ژوئن ۱۹۶۹، جایگزین این کمیسیون شد).
در میان سال‌های ۱۹۶۲ و ۱۹۶۹ او با دعوت اعضای موجود شورای اقتصادی مرکزی (Conseil Central de l'Économie) که یک مؤسسه چتر برای گفتگوی اجتماعی و اقتصادی بلژیک فدرال بود، به عنوان عضو این شورا انتخاب شد.
از ۱۹۷۱ میلادی به بعد، او همچنین عضو هیئت کنترل ارزی بلژیک و لوکزامبورگ (Institut Belgo-Luxembourgeois du Change) بود، هیئتی که ریاست آن را رئیس بانک ملی بلژیک تا زمان منحل شدن آن در نوامبر ۲۰۰۲ میلادی بر عهده داشت (یورو).
در میان سال‌های ۱۹۷۲ و ۱۹۸۰ میلادی، او همچنین عضو شورای عمومی (conseil général) صندوق عمومی پس‌انداز و بازنشستگی (Caisse générale d'épargne et de retraite) بود.
فان میرهیگ بنا بر درخواست ویراستار نشریه تریندز، ستونی را در این نشریه در ۱۹۷۵ میلادی آغاز کرد. او همچنین از سال‌های ۱۹۸۸ تا ۱۹۹۶ به‌طور منظم به عنوان ستون‌نویس در روزنامه استاندارد می‌نوشت.
لوک ویرسیلی، کسی که از ۲۰۱۷ میلادی به بعد رئیس بانک کریلان در بلژیک بود، به عنوان دستیار استاد فان میرهیگ در دانشگاه خنت کار می‌کرد.
مارسل فان میرهیگ همیشه در اتخاذ یک استدلال کاملاً مستقل، ثابت قدم بود. از همه جهات او یک فردگرا –می‌توان گفت یک «تجرد طلب» – بود و پیشنهاد البرت اینشتاین که می‌گفت شغل ایده‌آل برای یک دانشمند نظری همان شغل یک نگهبان فانوس دریایی است، برای او مصداق پیدا می‌کرد. متأسفانه، برخی اوقات او از جانب کسانی که دید جاهلانه، کوته‌نظر و حسودانه نسبت به ثروت‌مندان داشتند، اشتباه درک می‌شد. نمونهٔ از قاعده متعارفی که درصورت بیان آن در میان مردم منتج به ایجاد مناقشه می‌شود، این است: «بنگاهی که ملاحظات اخلاقی سایر افراد ذینفع مانند کارمندان را در اولویت قرار داده و تجارت را در درجه دوم قرار می‌دهد، ممکن است رفاه کلی بنگاه و افراد ذینفع/مالکان و حتی کارمندان خود را تضعیف نماید» (فان میرهیگ، نقل قول شده توسط استاد تام تورنر و دکتر لوراین ریان).
بخش قابل‌توجه کار فان میرهیگ متعلق به چیزی است که به‌طور عام برچسب نظریه انتخاب عمومی آمریکایی به آن زده می‌شود. او دغدغه‌های بزرگی خود را در ارتباط به استفاده درست از منابع دولتی (مبارزه علیه ولخرجی) اظهار نموده و طرفدار آن اتحادیه‌های مالیات‌دهندگان (ایالات متحده آمریکا، سوئد، جمهوری فدرال آلمان) بود که روابط میان مقامات نظریات عمومی را تسهیل می‌کرد.

## بازنشستگی افتخاری
پس از این‌که او در ۱ اکتبر ۱۹۸۶ از تدریس در بلژیک بازنشسته شد، فان میرهیگ به‌طور موفقیت‌آمیز به عنوان استاد مهمان در حوزه اقتصاد بین‌الملل و ادغام اروپا در مرکز مطالعات بین‌الملل دانشگاه تیلبرگ (۱۹۸۷ میلادی) در مدرسه اقتصاد لندن، دانشگاه لندن (سال درسی ۱۹۸۷–۸۸ – کرسی بلژیک)، در دانشگاه تورین (سال درسی ۱۹۸۹–۹۲: استاد کانت دی روبیلانت در دانشکده حقوق؛ سال درسی ۱۹۹۷–۹۸: دانشکده اقتصاد) و در جریان سال درسی ۱۹۹۳–۱۹۹۵ میلادی در دانشگاه ساپینزای رم تدریس کرد.
او از ۱۹۸۷–۱۹۸۸ میلادی «مشاور ارشد کمیسیون اروپا» بود، به‌ویژه مشاور آقای ویلی دی کلرک، نخست‌وزیر پیشین بلژیک و عضو کمیسیون اروپا (۱۹۸۵–۱۹۸۹ میلادی: عضو کمیسیون در امور روابط خارجی، مسئول روابط بین‌الملل و تجارت خارجی).
مارسل فان میرهیگ عضو شورای مشورتی آکادمیک اندیشکدهٔ مقیم بروکسل انستیتوی اروپا (Institutum Europaeum:1979 – 2002 میلادی) و اندیشکده محافظه کار مرکز اروپای جدید (Centre for the New Europe: 1993 – 2009 میلادی) بود. او در مرکز اروپای جدید، مقاله سیاست اطلاعات و کمیسیون اروپا (جلد ۴، زیلیک، آوریل ۱۹۹۵) را منتشر نمود. از ۱۹۹۸ او عضو دائم انجمن مون پله‌رن (Mont Pèlerin Society) بود.
در میان سال‌های ۱۹۸۶ و ۲۰۰۹ میلادی، او ریاست هیئت مدیره سنترال کریدت‌ورلیننگ (CKV) که یک بانک پس‌انداز کوچک بود را بر عهده داشت.
مارسل فان میرهیگ یکی از ۱۶۵ استاد اقتصاد آلمانی-زبان بود که روی اعلامیه «برای شروع یورو هنوز بسیار زود است» (مورخ: فوریه ۱۹۹۸) امضاء کرد.

## میراث
مارسل فان میرهیگ نویسنده ۲۲ کتاب (ویراستار ۴ اثر مشترک) و ۱۶۰ مقاله است.

### نظریه باید بازتاب‌دهنده واقعیت باشد
او در اوایل حرفه خود (طی مقاله‌ای در ۱۹۴۷ میلادی)، موضعی اتخاذ نمود: او با آثار متعددی که هیچ‌گونه رابطه‌ای با واقعیت («تقلا برای حیات») ندارند مخالفت نموده و به‌طور خاص از شیفتگی برای تشریح هر چیزی توسط ریاضی، اظهار تاسف کرد. او طرفدار اقتصاد کاربردی و مفید برای اجراکنندگان (nützlich) بود. بعدتر او نقد خود را در نظریه اقتصادی تشریح کرد. همدم نقد (مارتینوس نیجهوف، ۱۹۸۰) احتمالاً مهم‌ترین اثر وی است. این اثر به علت رویکرد غیرمرسمومی که داشت، موجب خیلی جنب و جوش شد. (کی. ناکاورا نسخه ژاپنی آن را منتشر نمود) گای روث یک نقد موافق در ژورنال اقتصاد (جلد ۹۱، شماره ۳۶۲، ژوئن ۱۹۸۱، صفحه ۵۹۱) نوشت: کتاب استاد فان میرهیگ شاهکاری از تلخیص است: مروری بر نظریه اقتصادی از افلاطون تا فریدمن با افشا سازی خطاها تنها در ۱۰۹ صفحه. شش فصل این کتاب در مورد تقسیمات اصلی موضوع (رفتار مصرف‌کننده، رفتار تولیدکننده، قیمت، توزیع درآمد، سطح عمومی قیم و درآمد، رشد و تجارت بین‌الملل)، یک فصل در مورد قابلیت اجرای آن، یک فصل در مورد اهمیت این مباحث بوده و همچنین ضمیمه‌ای اضافه شده‌است مروری بر سیزده نوع نظریه ارایه می‌کند. این کتاب به هدف یک کتاب مکمِل برای یک دوره آموزشی معرفی اقتصاد ترتیب داده شده‌است. این اثر یادآور گزارشی از نقشه‌برداران تامبل-هاوز است. این اثر برای زندگی انسان مطلوب، مگر کسی دیوانه است که آن را بخرد، اما اگر این کار را بکند، قطعات آن‌ها را به بهترین وجه ممکن درک می‌کند و به خوشحالی با آن زندگی می‌کند و به تدریج به نقص‌های آن خو می‌گیرد. دانستن این، از نقد فان میرهیگ، خیلی افسوس‌آور است که چگونه ماهرانه و چقدر وقت پیش ضعف‌های عمارت اقتصادی آشکار شده‌است. میر (۱۹۳۲ میلادی)، میری (۱۹۳۷ میلادی)، تریفین (۱۹۴۰ میلادی) و بسیاری دیگر نقدهای علمی بازنشسته کننده‌ای فراهم نمودند که اگر به آن‌ها اعتنا می‌شد، ممکن بود علم اقتصاد به یک علم کاربردی/عملی مبدل شود. اما در عوض، نام و آموزه‌های آن‌ها به باد فراموشی سپرده شد و ما از فان میرهیگ بابت یادآوری آن‌ها به ما بسیار سپاس گذار هستیم». نتیجه‌گیری جی. روث خلاصه و مرتبط با موضوع است: «موارد فوق‌الذکر از طول عمر این اثر نازک فان سلیم ضمانت می‌کند. من هراس دارم که نقدهای وی در عرض ده سال، به اندازه‌ای معتبر و مرتبط باشند که امروز هستند». او ظاهراً خوشبینانه عمل کرده‌است: آن نقدها به اندازهٔ امروز معتبر هستند که در ۱۹۸۱ بودند.

### سخنرانی‌های علمی

#### ۱۹۵۹ – ۲۰۰۲ میلادی
تدریس اقتصاد بین‌الملل موجب این شد تا او در دانشگاه‌ها و کنفرانس‌های بین‌المللی گوناگون سخنرانی علمی داشته باشد: ورشو (۱۹۶۱ میلادی)، ژنو (کنفرانس علم و فناوری در بهبود توسعه کشورهای درحال توسعه)، پرتوریا (۱۹۶۴؛ میثاق فرهنگی میان آفریقای جنوبی، هلند و بلژیک)، براتیسلاوا، هول، پراگ (۱۹۶۹ و ۱۹۸۹ میلادی)، یاش (۱۹۷۱)، آلور، وین (U.N.I.D.O)، برلین، اوپسالا، نیویورک، کراکوف (۱۹۷۷)، صوفیه، ناپل، فلورانس، مسکو (۱۹۹۲)، ینا، اریول، والنسیا، هایگرلخ، یوتبری، پورتو، لیسبون، ونیز (۲۰۰۱) و ….

#### سمپوزیومِ هایلبرن
عوامل سیاسی، اجتماعی، روان‌شناختی و فرهنگی معاصر همیشه وقت، به هدف درک مسائل اقتصادی، مدنظر گرفته شده‌اند (نقش این عوامل این است که: آیا فرضیه‌ها معقول هستند یا نامعقول؟). فان میرهیگ به‌طور شدید بر اهمیت دانستن پس‌زمینه‌های تاریخی تأکید کرد. در واقع، به دلیل محبوبیت حوزه تاریخ نزد وی، او از ۱۹۹۹ میلادی به بعد در سمپوزیوم سالانه هایلبرن در حوزه اقتصاد و علم اجتماعی شرکت فعالی داشت، چون موضوع این سمپوزیوم به استادان قدیمی، یعنی کلاسیک‌های قرن نوزدهم (و حتی قرن هجدهم میلادی) مرتبط بود. دانشگاه‌های آلمان دانشجویانی زیادی را که زبان آلمانی را می‌دانستند به خود جلب کرد. امروزه، برخی این «دانشمندان» متمایل به ابداع نظریات هستند که قبلاً در جریان قرن نوزدهم میلادی در آلمان ابداع شده بودند. بنابرین، نظریه اقتصادی (به موارد بالا مراجعه نمایید) می‌گوید، «اغلب در علم اقتصاد به نتایجی که ما دست می‌یابیم، قبلاً به‌طور پیروزمندانه ایجاد شده‌اند» (صفحه ۴). ما موارد ذیل را ذکر می‌کنیم:
- فصل گم شده «توسعه اقتصادی» یوزف شومپیتر در یوزف آلویس شومپیتر. کارآفرینی، سبک و دورنما، ویرایش شده توسط جی. باکهاوس، میراث اروپا در اقتصاد و علوم اجتماعی، جلد ۱، کلوور، بوستون، دوردریجت، لندن ۲۰۰۳، از صفحه ۲۳۳ تا ۲۴۴. مارسل فان میرهیگ، شومپیتر را به‌خاطر دانش بیشترش در حوزه علم اقتصاد و «تحلیل تاریخ اقتصادی» بی نظر وی، نسبت به کینز «برتر» می‌داند.
- نیچه و اقتصاد، نیچه و اخلاقیات تجاری در فریدریش نیچه ۱۸۴۴–۱۹۰۰ میلادی. اقتصاد و اجتماع، ویرایش شده توسط جی. باکهاوس و دبلیو. دریچسلر، میراث اروپا در اقتصاد و علوم اجتماعی، جلد ۳، کلوور ۲۰۰۳ (بعدتر اسپرینگر، نیویورک، هایدلبرگ ۲۰۰۶)، از صفحه ۳۹ تا ۵۴ و ۱۳۹ تا ۱۴۴ برخلاف برخی دانشمندان مشخص، فان میرهیگ نظریات نیچه در مورد اقتصاد را به عنوان نظریات ویژهِ قابل‌توجه نمی‌بنید، اما با این حال برخی ابعاد فلسفه وی می‌تواند ابزار بهتری برای تحلیل‌های اقتصادی در برخی حوزه‌ها فراهم نماید.
- بیسمارک و مسئله اجتماعی، ژورنال مطالعات اقتصادی، سپتامبر ۲۰۰۶، جلد ۳۳، نسخه ۴، از صفحه ۲۸۴ تا ۳۰۱. بحث روی پیامدهای سیاسی قوانین رفاه اجتماعی، به‌ویژه تأثیرات آن بر مسئله اجتماعی. اتو فون بیسمارک (زمانی سفیر پروس در سن پیترزبورگ) انتظار نداشت که مسئله اجتماعی بتواند در یک یا دو نسل حل گردد (صفحه ۲۸۵). هرچند مسئله فون بیسمارک چندین تغییرات اساسی را سپری کرد، اما یک هدف آن تغییرنیافته باقی مانده‌است: ضمانت از ثبات و صلح اجتماعی دولت.[۴۰][۴۱][۴۲]
- ابعاد بین‌الملل کار جوستی، در آغاز اقتصاد سیاسی. جوهان هینریش گوتلاب فون جوستی، ویرایش شده توسط جی. باکهاوس، میراث اروپا در علوم اجتماعی، جلد ۷، اسپرینگر، نیویورک ۲۰۰۹، از صفحه ۹۹ تا ۱۱۰. ممکن انتظار می‌رفت تا جوستی یک موضع محافظت گرایانه یا ملی‌گرایانه اتخاذ نماید، اما او از نظر راه‌حل‌های سیاست-خارجی خود یک «ضد-ماکیاولی» و از نظر دیدگاهش نسبت به تجارت خارجی و سیاست جمعیتی یک لیبرال به نظر می‌رسد.
- آیا مونتنی یک آرمان شهرگرا بود؟، در کتاب دولتی مانند آرمان شهر – رویکردهای قاره‌ای، ویرایش شده توسط جی. با باکهاوس، میراث اروپا در اقتصاد و علوم اجتماعی، جلد ۹، اسپرینگر، ۲۰۱۱، از صفحه ۶۷ تا ۷۶. فان میرهیگ این نظریه را که ممکن است، مونتنی یک «آرمان‌شهرگرای مشهور» باشد، رد می‌کند: نخیر، او بانی شک‌گرایی مدرن بود.
- کامیرالیسم به حد کمال رسیده از نظر پفیفیر، در فیزیوکراسی، آنتی‌فیزیوکراسی و پفیفر، ویرایش شده توسط جی. باکهاوس، میراث اروپا در اقتصاد و علوم اجتماعی، جلد ۱۰، اسپرینگر، ۲۰۱۱، از صفحه ۱۳۵ تا ۱۴۷. متأسفانه این‌جا مشکل اصطلاح‌شناسی وجود دارد. کامیرالیسم نسخه آلمانی سوداگرایی است؛ تجارت مستلزم آزادی است. نقد آدم اسمیت از سوداگرایی نادرست است.
- «اقتصاددان» اتریشی و آلمانی در دوره میان دو جنگ: ابعاد بین‌المللی، در سرآغاز روزنامه‌نگاری اقتصادی دانشمندانه، ویرایش شده توسط جی. باکهاوس، میراث اروپا در اقتصاد و علوم اجتماعی، جلد ۱۲، اسپرینگر، ۲۰۱۱، از صفحه ۶۵ تا ۷۱. اثر کینز پیامدهای اقتصادی صلح و سیاست پسا جنگ متفقین، تشریح می‌نماید که چرا هر آلمانی می‌خواست ورسای را به حالت اول برگرداند.
- جهانی شدن: مفهوم، نتیجه، آینده – نظر قاره‌ای، ژورنال قانون و اقتصاد اروپا، آوریل ۲۰۱۲، جلد ۳۳، شماره ۲ (جستارهای به افتخار دکتر ریجینالد هانسن، ۱۹۱۹ – ۲۰۱۶ میلادی)، از صفحه ۲۳۹ تا ۳۰۶. فان میرهیگ روال‌های غالب سیاسی، اجتماعی و اقتصادی عصر حاضر را به بررسی می‌گیرد: چندگانگی فرهنگی و مهاجرت در مقابل میهن‌پرستی و منطقه‌گرایی، کاپیتالیسم در مقابل حکومت دولتی، آمریکا در مقابل مابقی دنیا. علاوه بر سایر موارد، او نتیجه‌گیری می‌کند که (أ) روسیه یک همکار تجاری عادی و یک متحد طبیعی برای اروپا است و (ب) ظاهراً چیزی نمی‌تواند پیشرفت پیروزمدارانه – غیردموکراتیک- جهانی‌شدن را متوقف نماید.[۴۳]